# Biserica de lemn din Peștiș

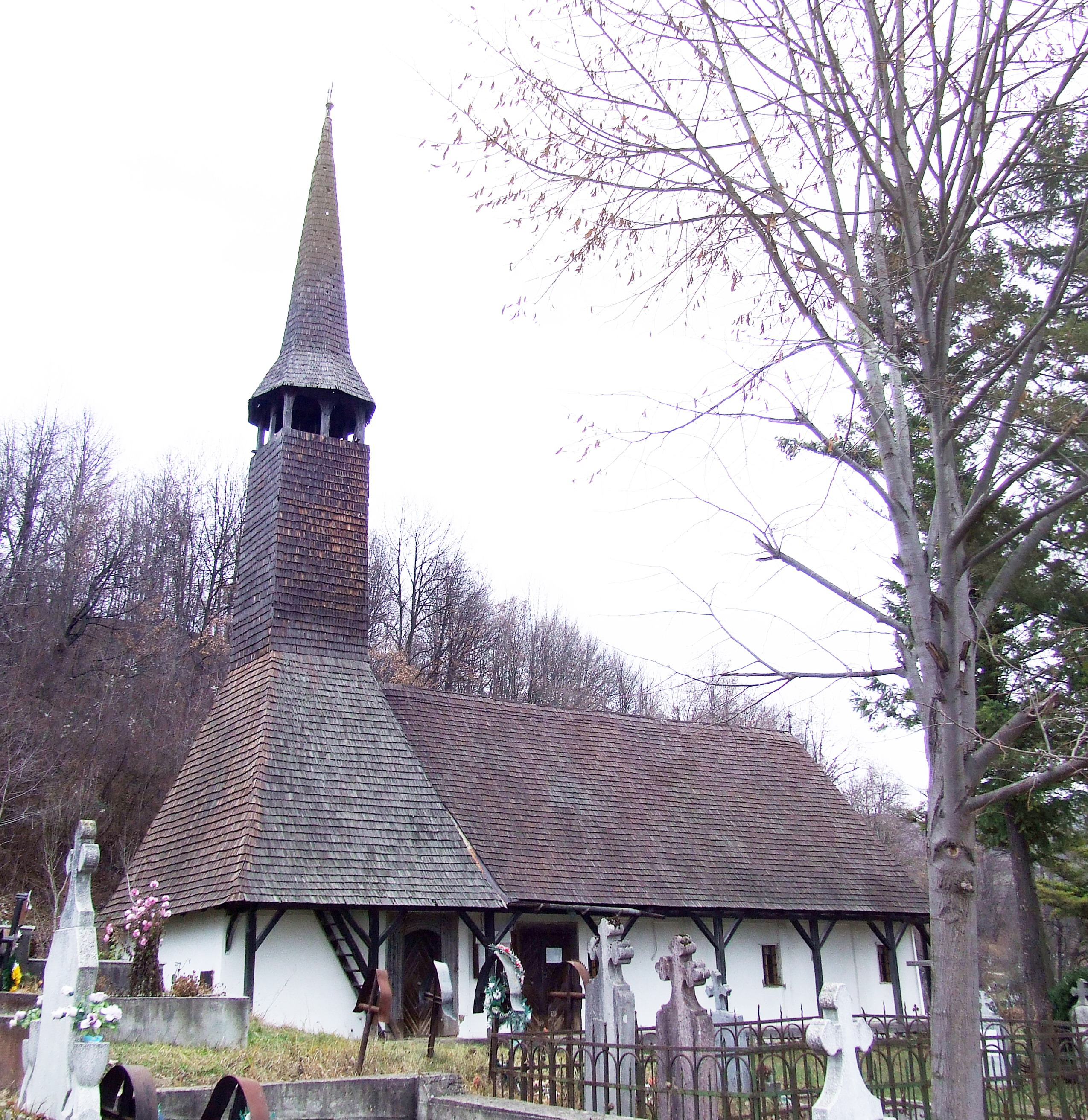
Biserica de lemn din Peştiş, 2009

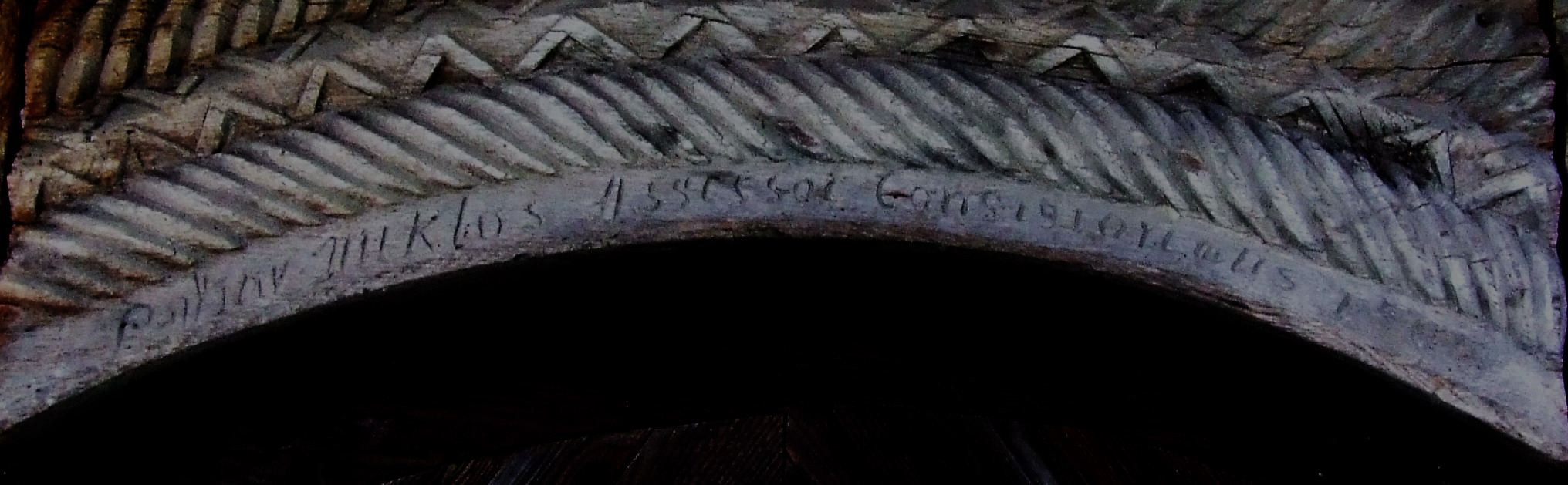
Biserica de lemn din Peştiş,inscripţie care aminteşte numele asesorului consistorial de la data edificării bisericii

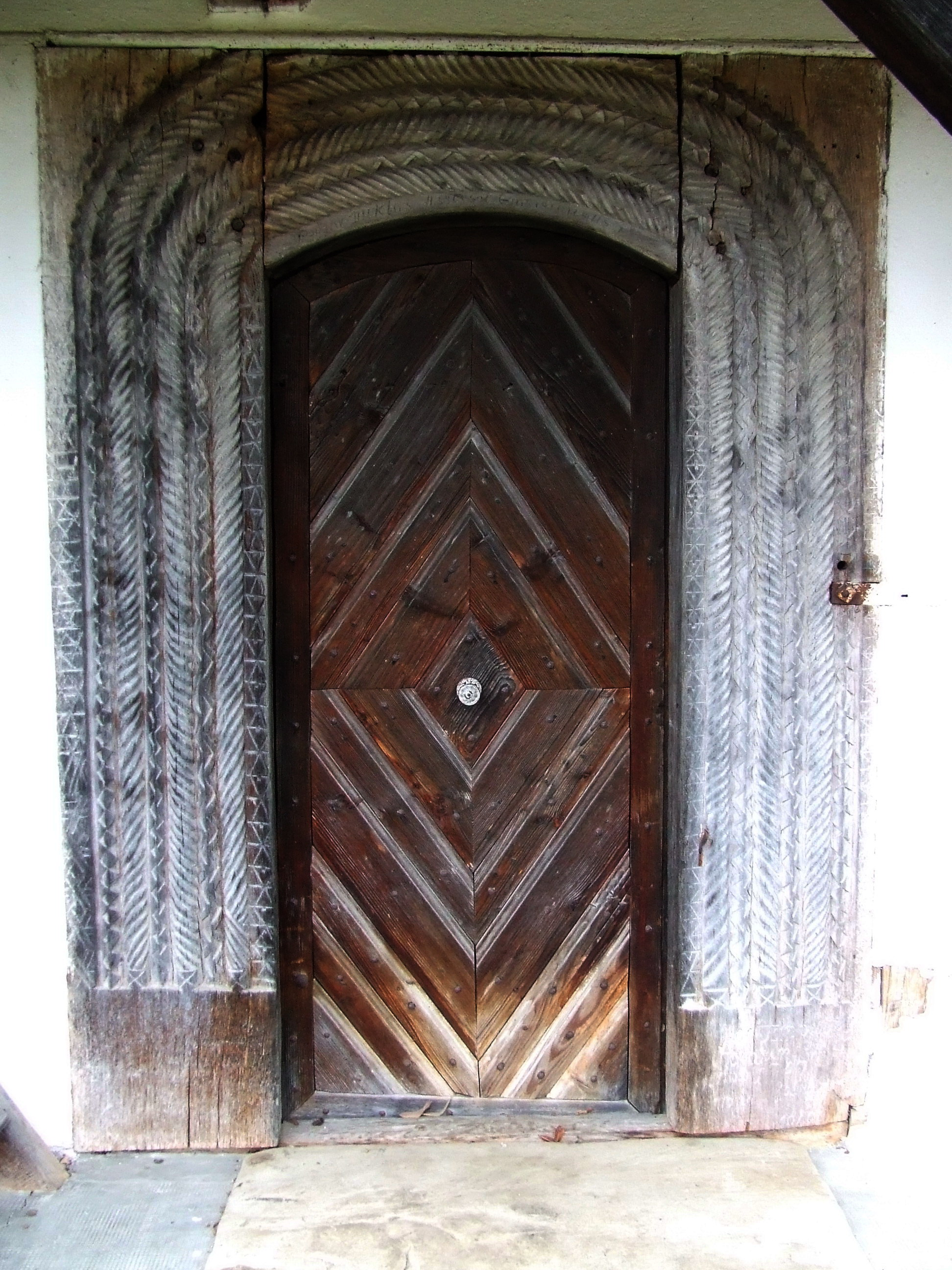
Biserica de lemn din Peştiş, portalul. Foto: 2009

Biserica de lemn din Peștiș se află în localitatea omonimă aparținătoare de orașul Aleșd din județul Bihor. Momentul edificării bisericii nu se cunoaște cu exactitate, forma actuală fiind probabil o refacere a bisericii vechi, refacere ce a avut loc în anul 1797 așa cum este menționat și în inscripția de pe portal. Are hramul "Buna Vestire". Biserica se află pe noua listă a monumentelor istorice sub codul LMI:  BH-II-m-A-01185.

## Istoric și Trăsături
Construită în 1797, biserica de lemn Peștiș este probabil o refacere a bisericii vechi de lemn. Modificări importante i-au fost aduse și în anul 1862 când turnul este refăcut și a fost adaugată prispa ce înconjoară biserica. În 1922 biserica este din nou reparată.
Planul bisericii este dreptunghiular, raportul dintre lungimea (19,7 m) și lățimea (6,2 m) bisericii diferind mult față de alte biserici. Semnele crestate pe stâlpii prispei vin să întărească părerea că edificiul a suferit diferite intervenții ce i-au modificat considerabil forma. Intrarea în biserică se face pe latura de sud unde sunt două întrări. O intrare ce duce în pronaos este străjuită de un frumos portal sculptat. Cea de-a doua intrare, mai recentă conduce vizitatorul direct în naosul bisericii.
Portalul intrării în pronaos conține inscripții în limba română și în limba latină, cu caractere chirilice și latine, inscripții ce amintesc de momentul edificării bisericii. O primă inscripție, în limba română scrisă cu caractere chirilice, din păcate păstrată parțial amintește de meșterii care au ridicat biserica: "Această sfântă biserică s-a făcut în anul 1797 și au lucrat meșterii Bocse Mihaiu...", o a doua inscripție scrisă cu litere și cifre arabe indică persoana ce ocupa postul de asesor consistorial la momentul edificării bisericii: "Poinar Miklos assessor consistorialis 1797". O ultimă inscripție, în limba latină indică faptul că în 1797 a avut loc doar o renovare a bisericii: "Hoc templum ren(o)vatum est in anno 1797". 
Probabil datorită modificărilor aduse în timp edificiului, întâlnim în cazul acestei biserici soluții de acoperire a spațiilor interioare ce diferă cumparativ cu majoritatea bisericilor din zonă. Absida altarului a fost deplasată spre răsărit fapt ce a dus la tăvănirea ei cu scânduri de brad. De asemenea bolta naosului nu mai păstrează forma cilindrică obișnuită. 
Pictura iconostasului, cu o puternică influnță barocă datează din anul 1810. Iconostasul cuprinde 4 registre, primul registru fiind dominat de reprezentările lui Isus pe cruce, cu Fecioara Maria în stânga și Sfântul Evanghelist Ioan în dreapta, în al doilea registru sunt reprezentați Isus binecuvântând și cei 12 apostoli, al treilea este registrul în care se regăsesc icoanele prăznicare iar cel de-al patrulea registru, cel mai de jos este dominat de ușile diaconești și împărătești. Atât iconostasul dar și pictura ușilor împărătești și diaconești sunt atribuite pictorului Ioan Zugravu, originar din sudul României. 

## Imagini

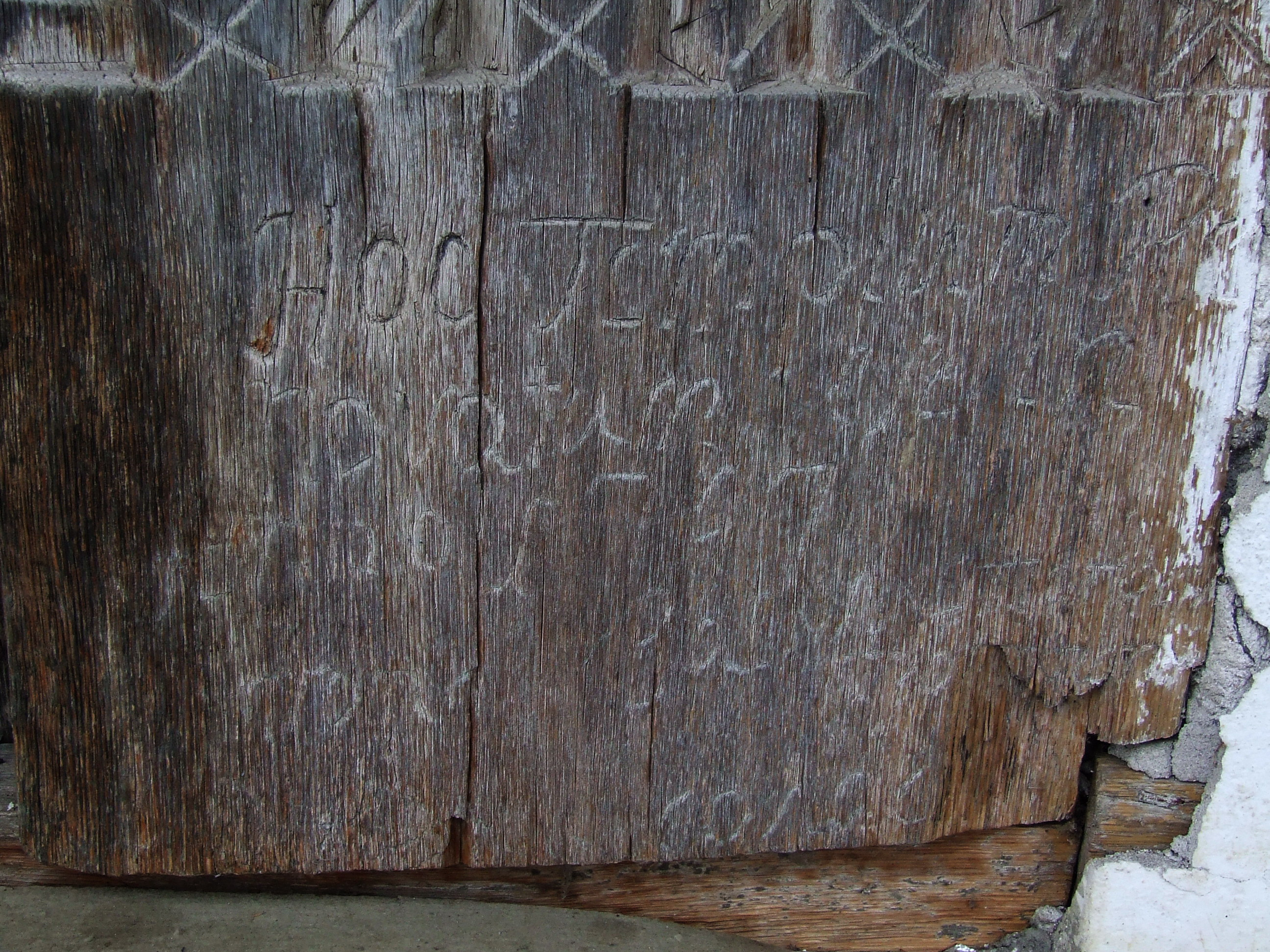
Inscripţie în latină, aflată în partea dreaptă-jos a portalului
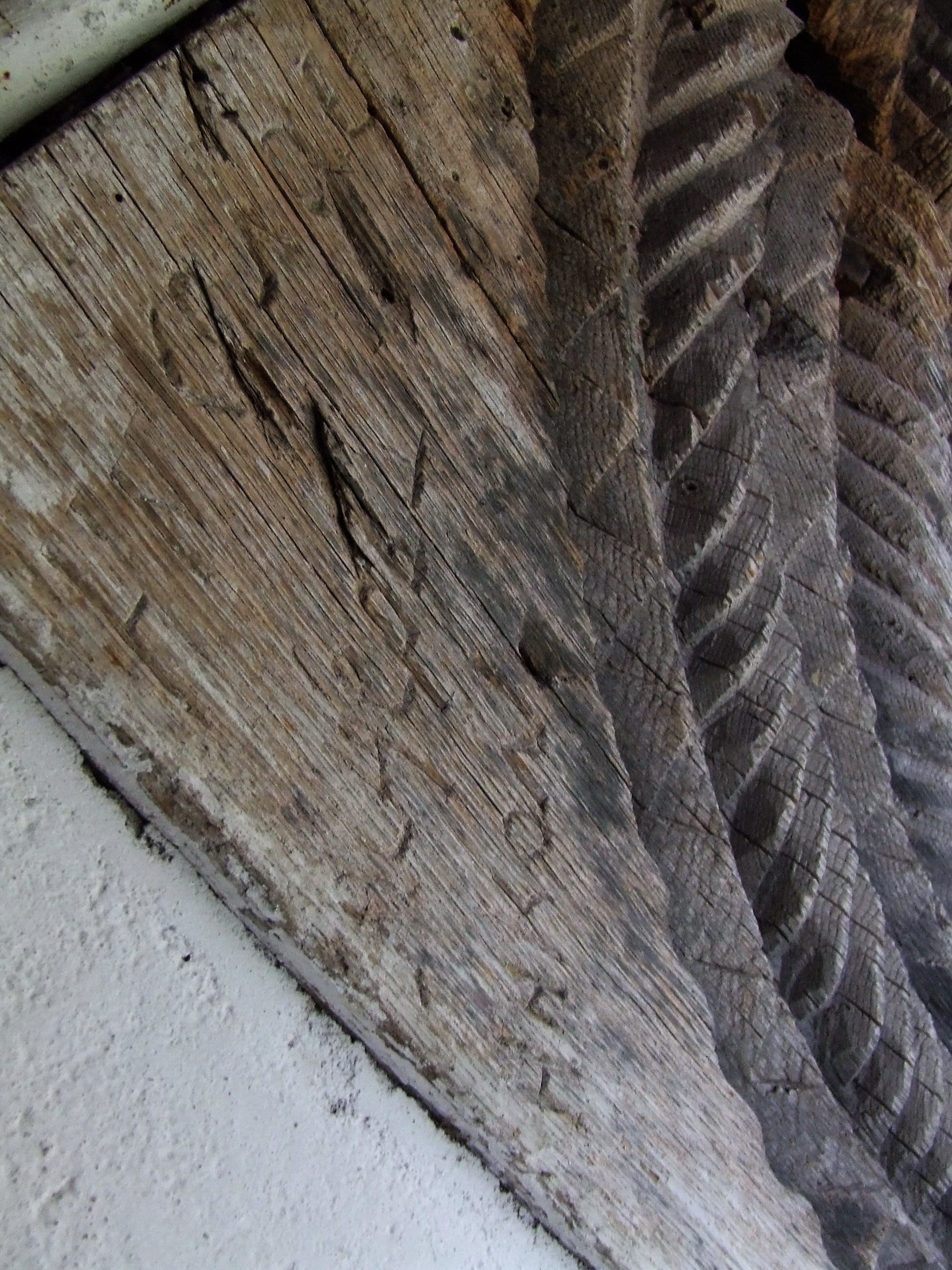
Inscripţie ce aminteşte numele meşterilor
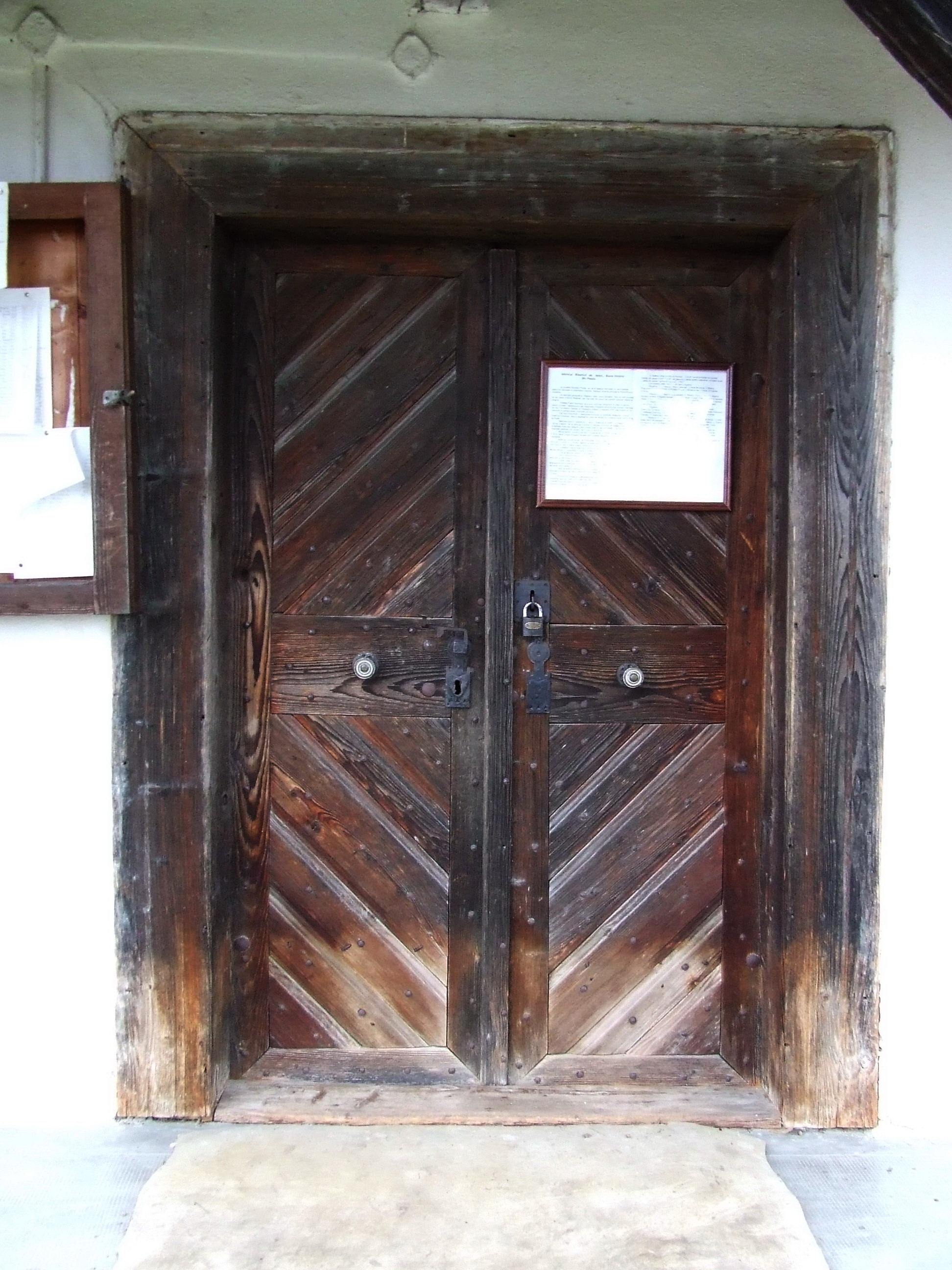
Cea de-a doua intrare, pe latura de sud, ce duce direct în naos
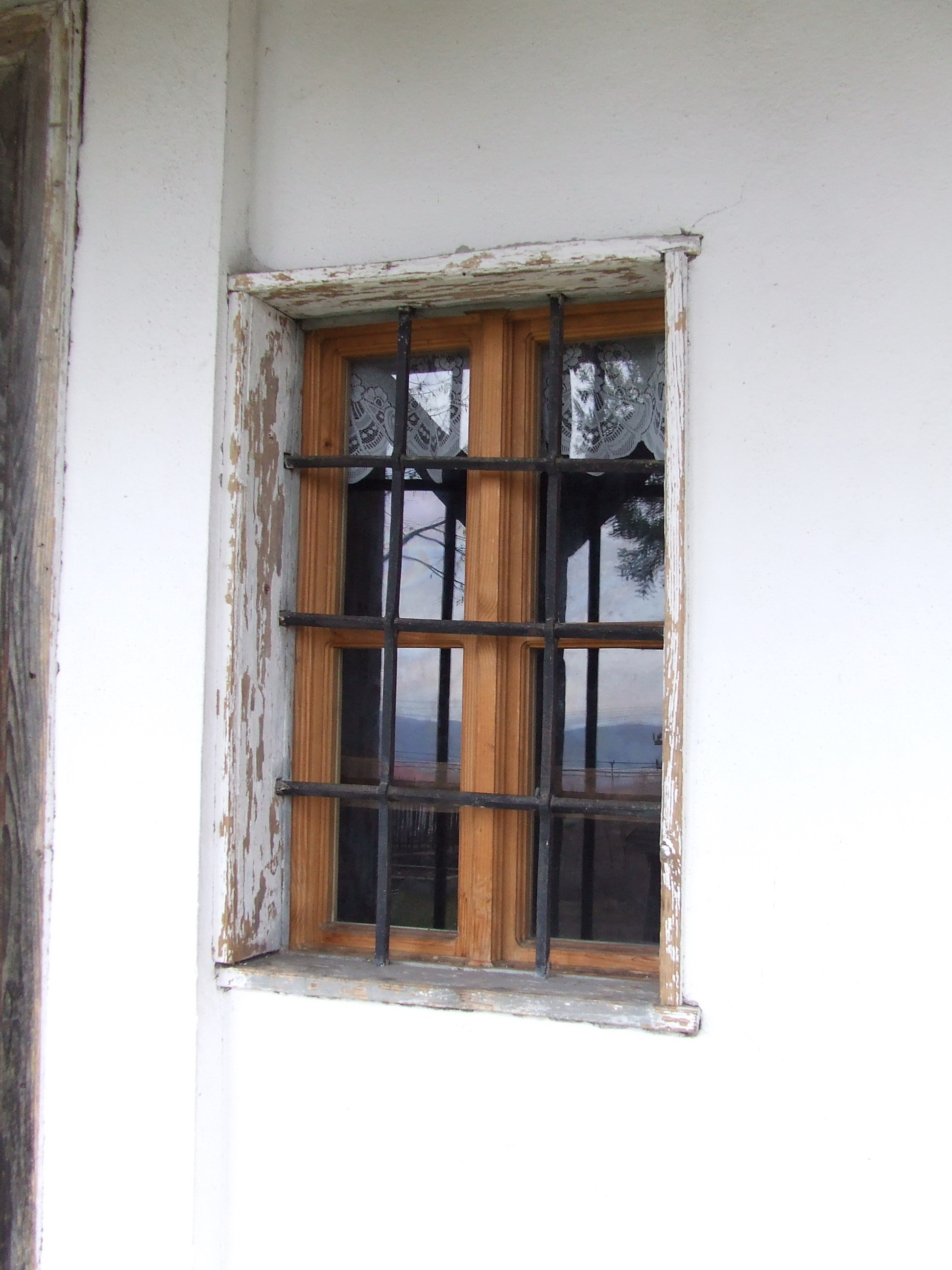
Fereastră
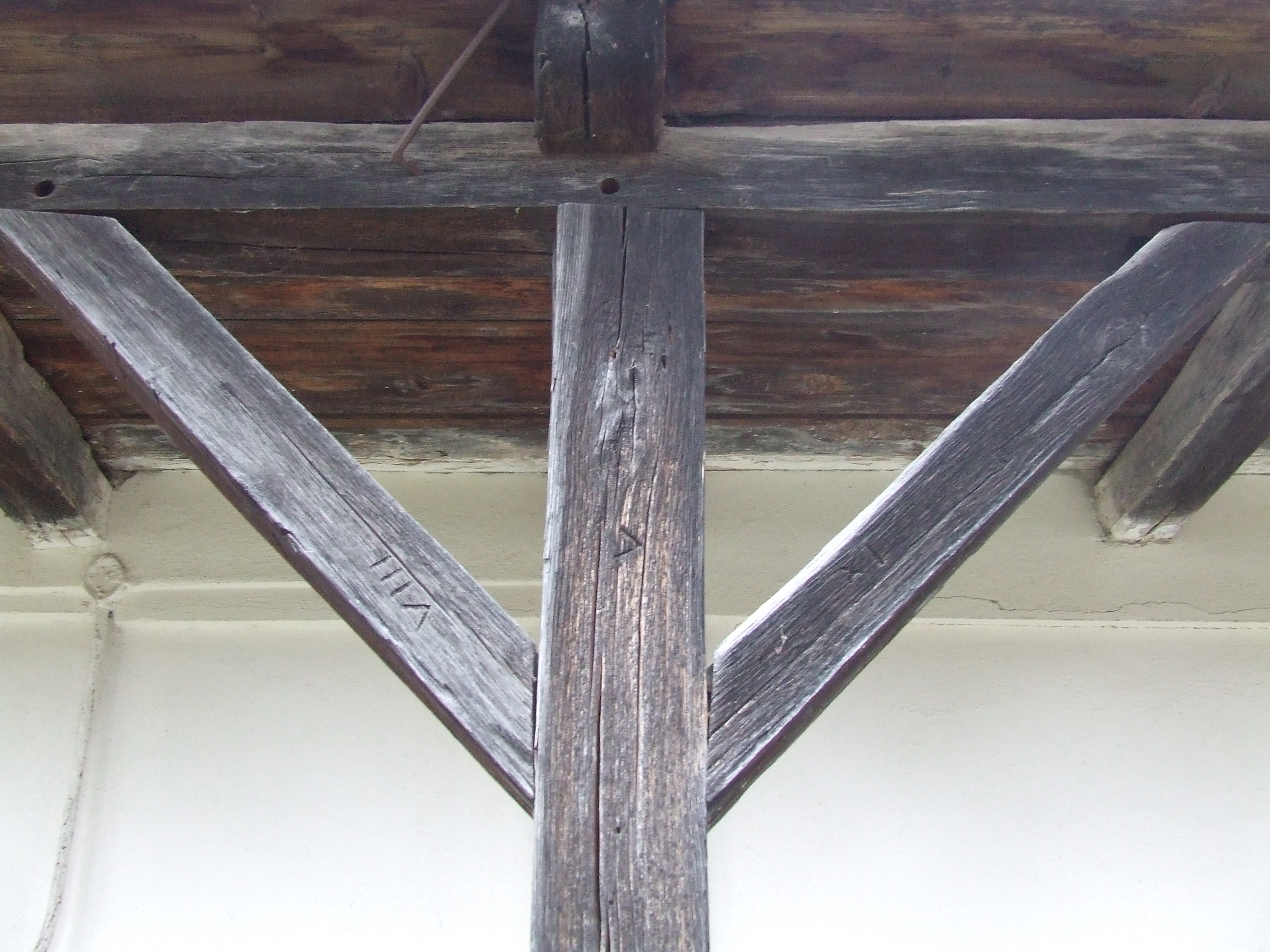
Console la stâlpii prispei
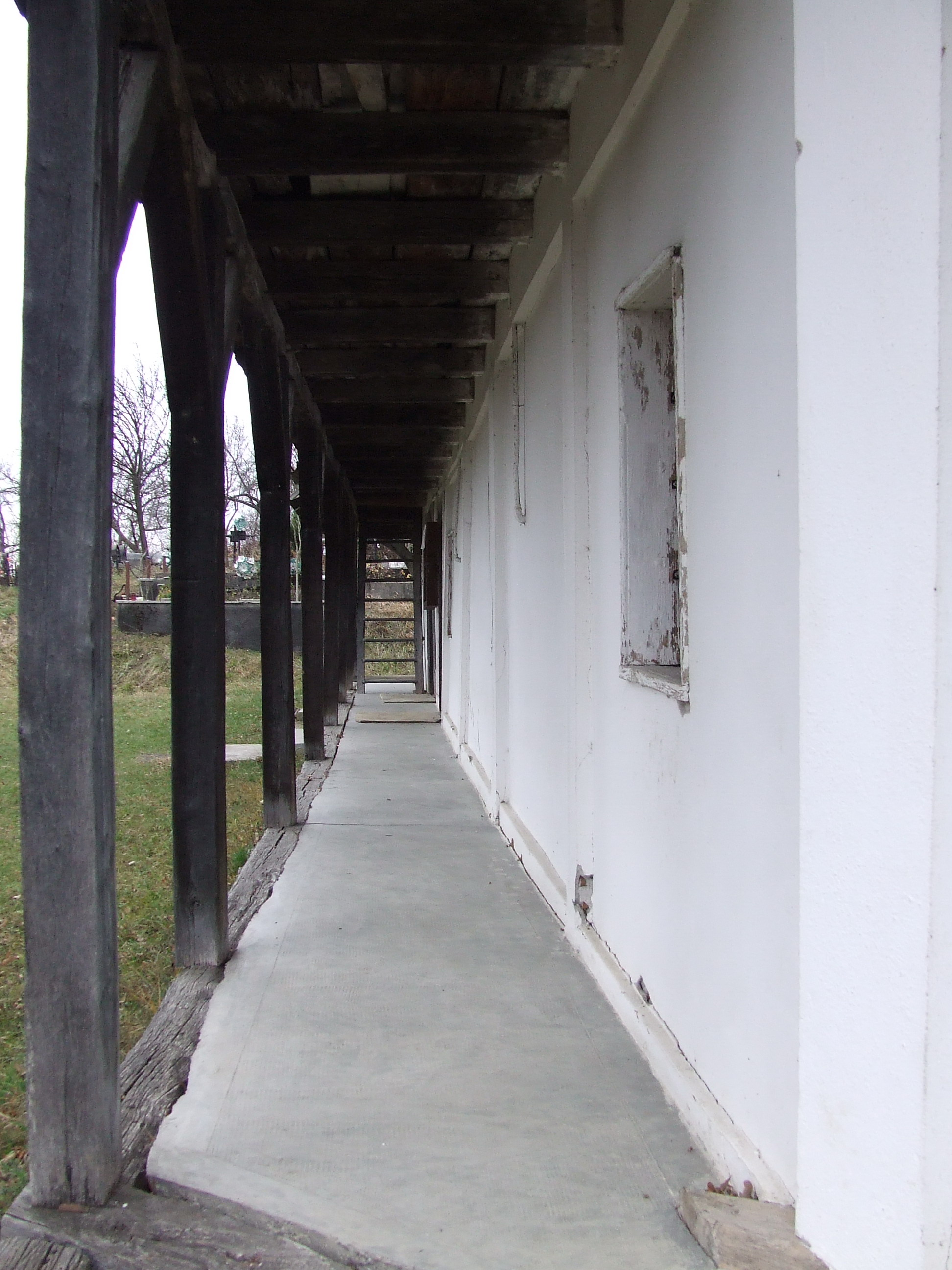
Prispa de pe latura de sud a bisericii
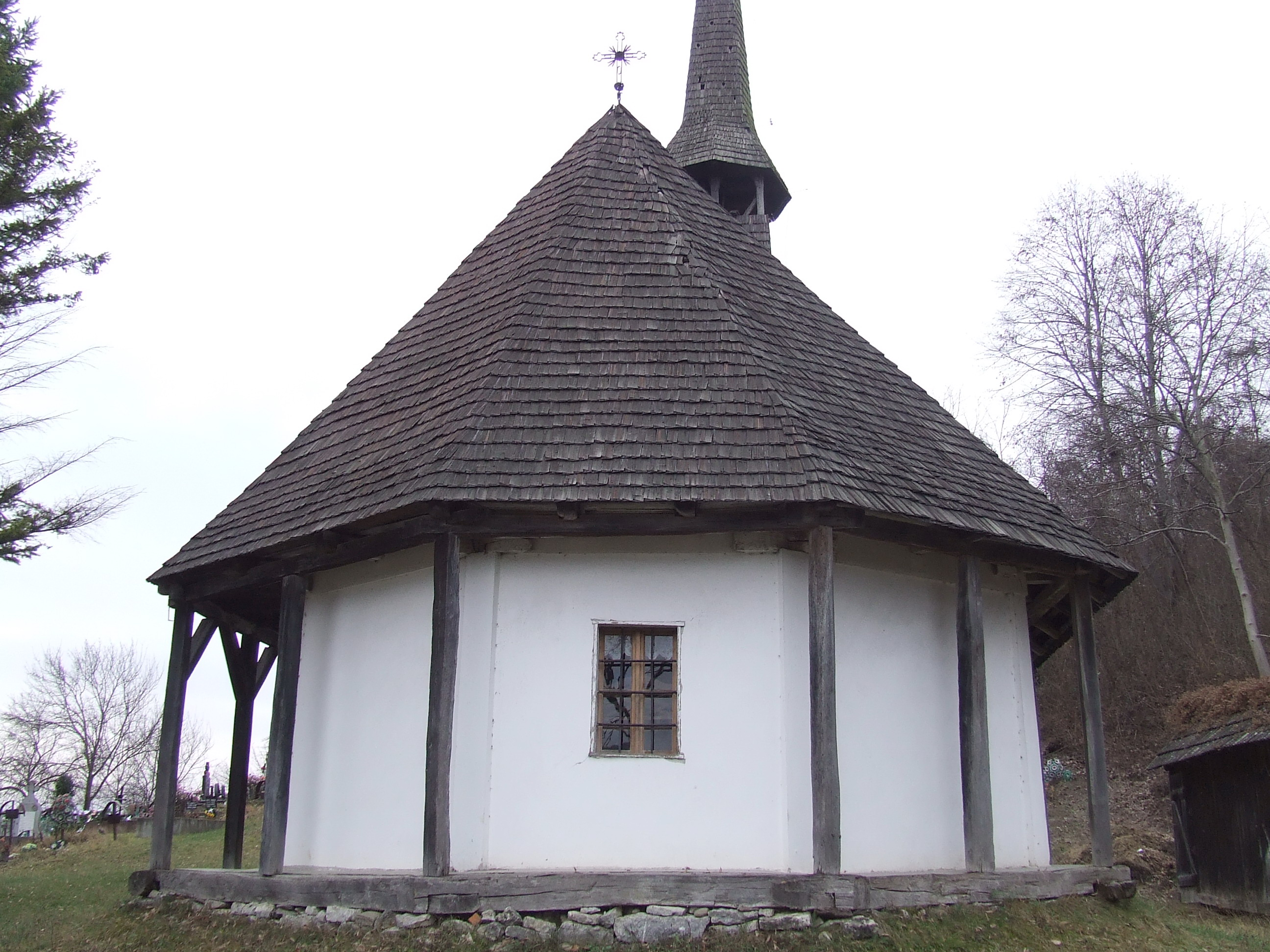
Absida altarului
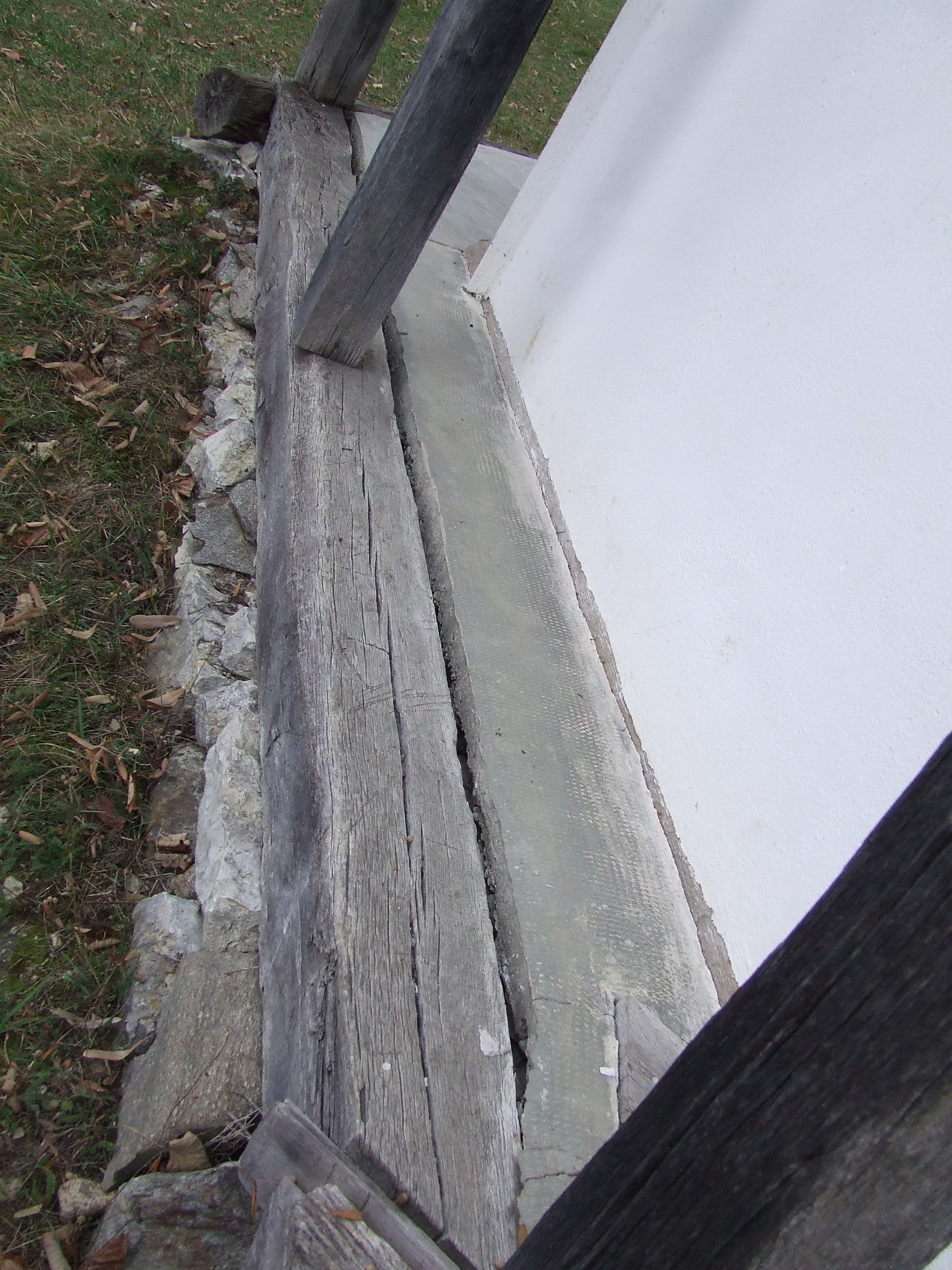
Talpa prispei
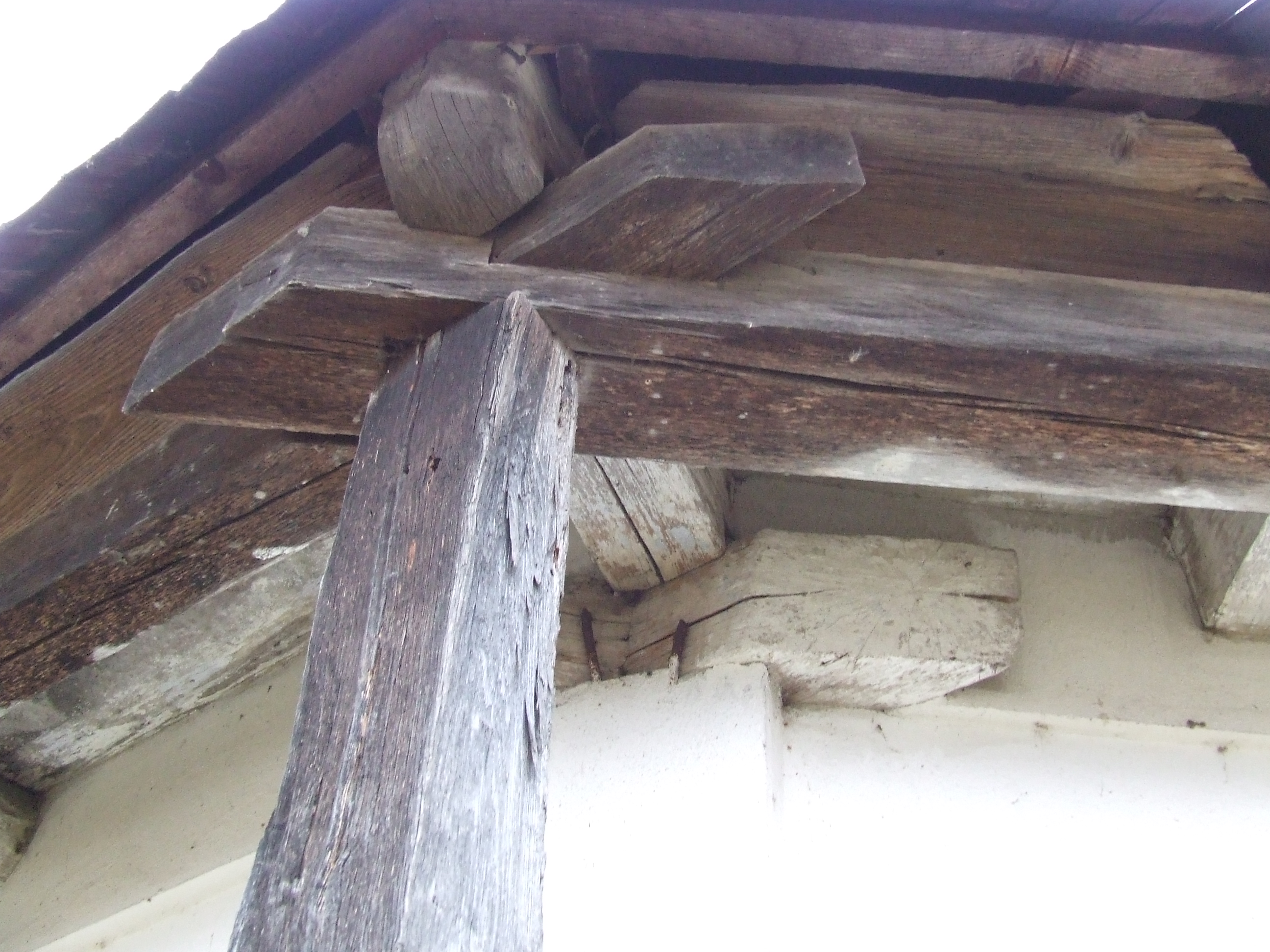
Îmbinare
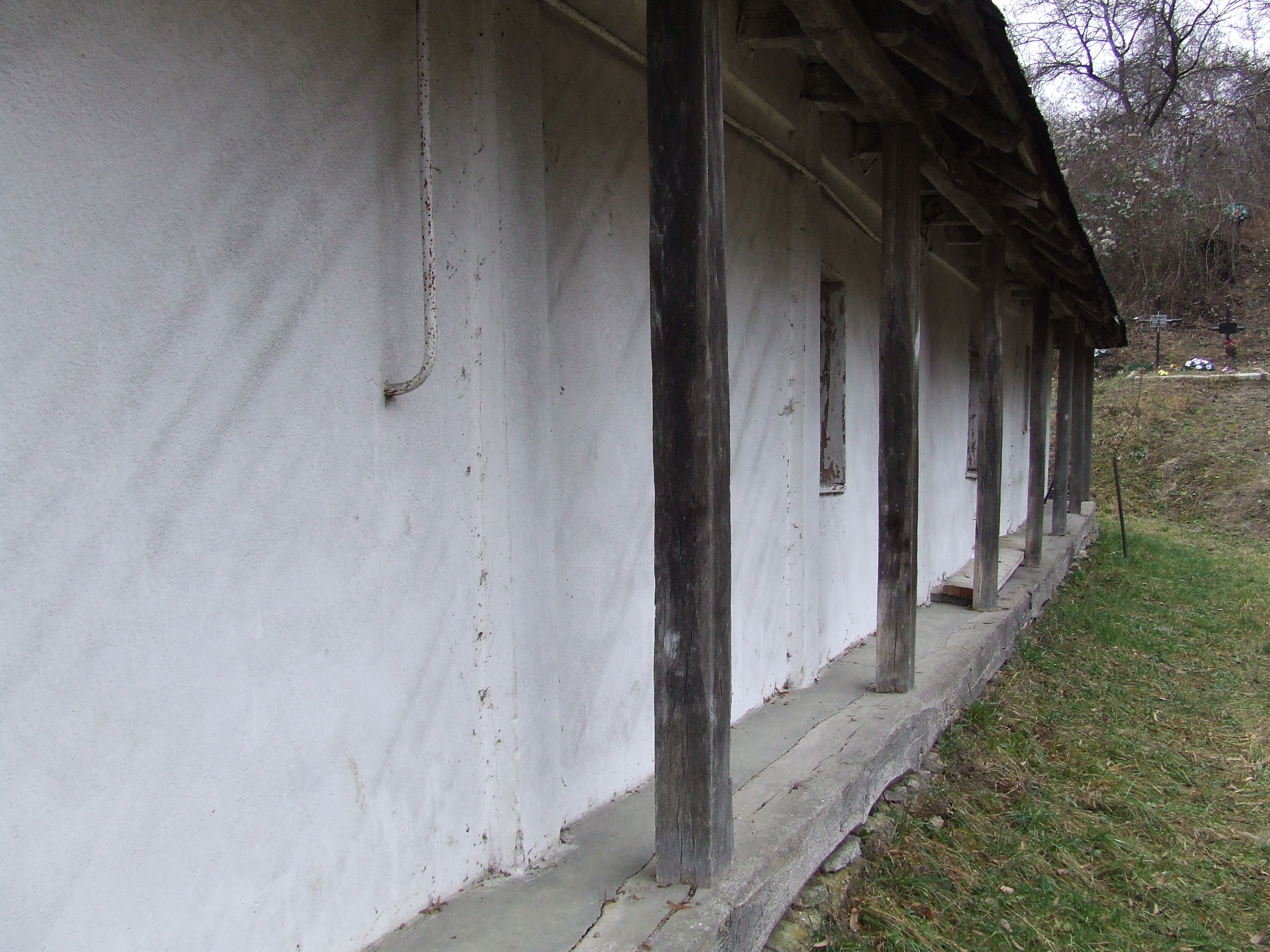
Latura de nord a bisericii
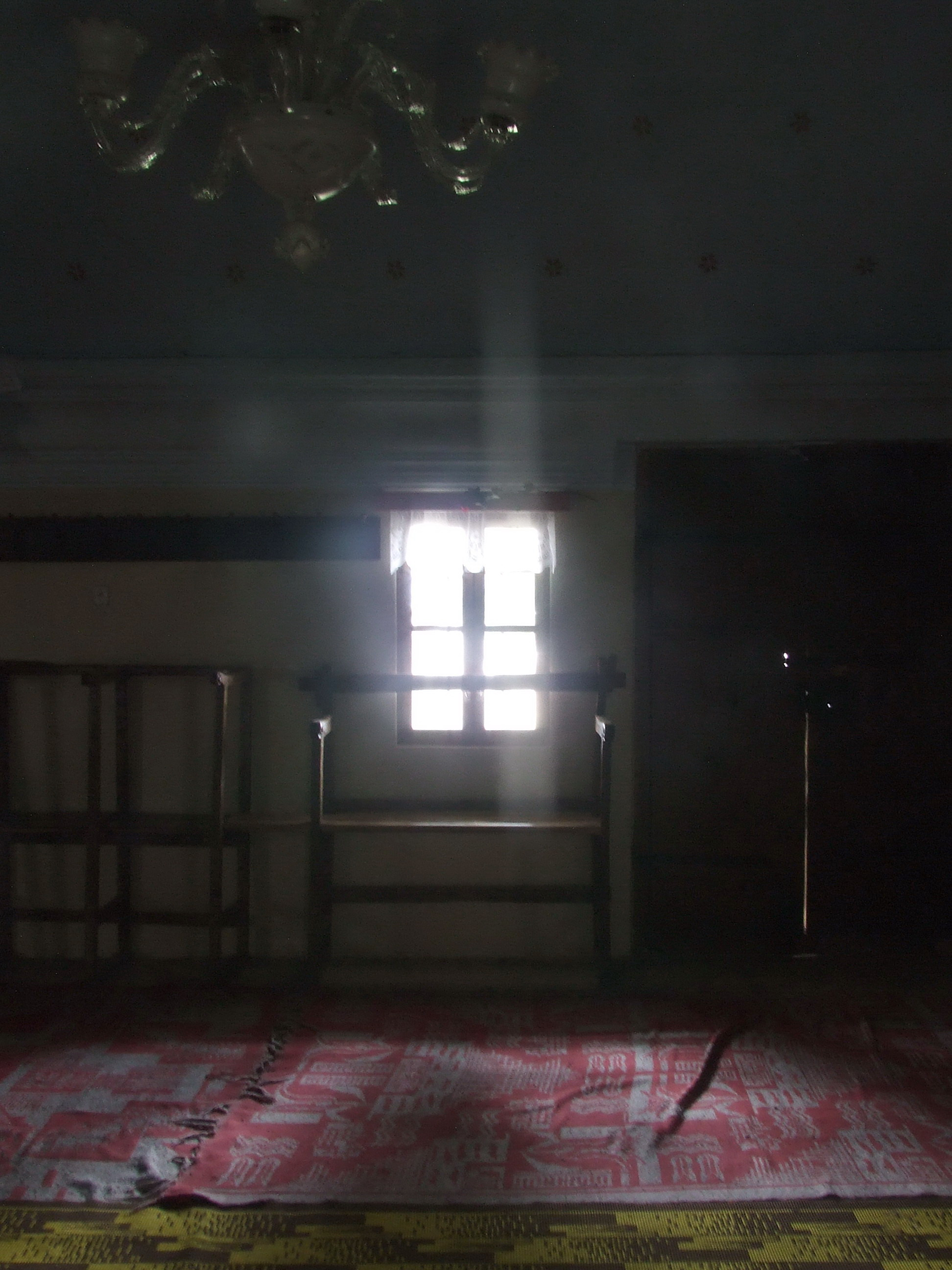
În biserică
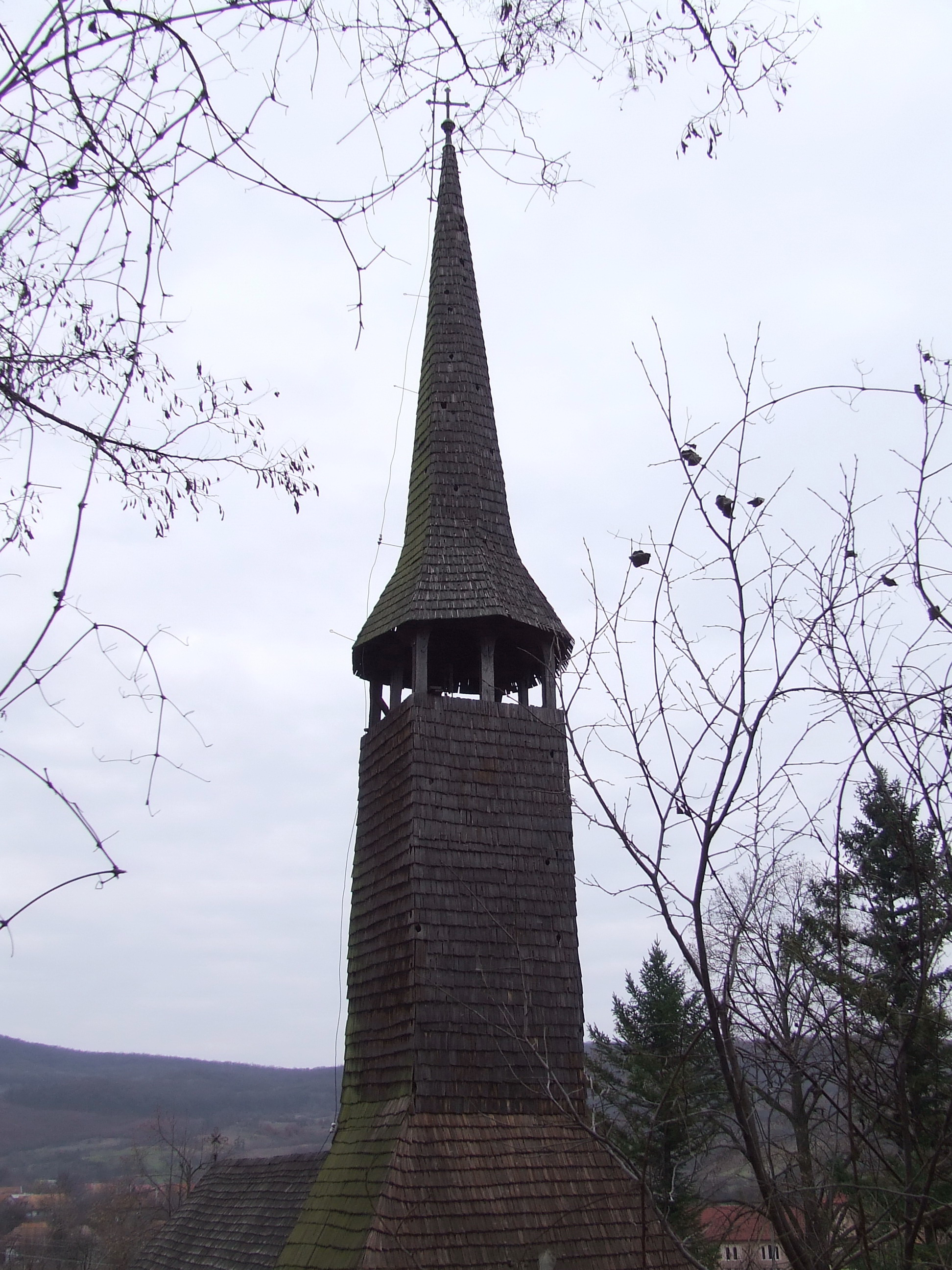
Turnul-clopotniţă
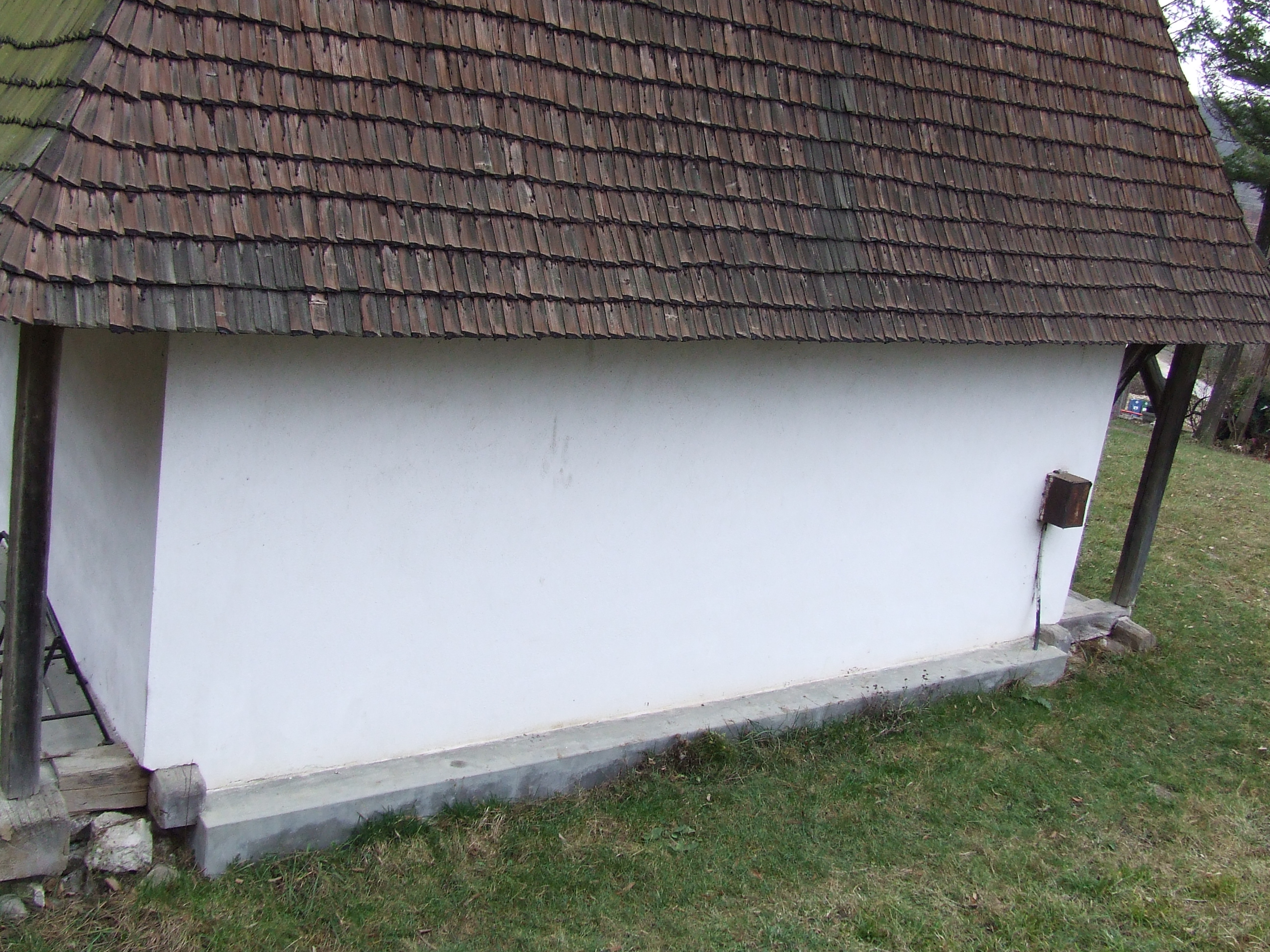
Latura de vest a bisericii
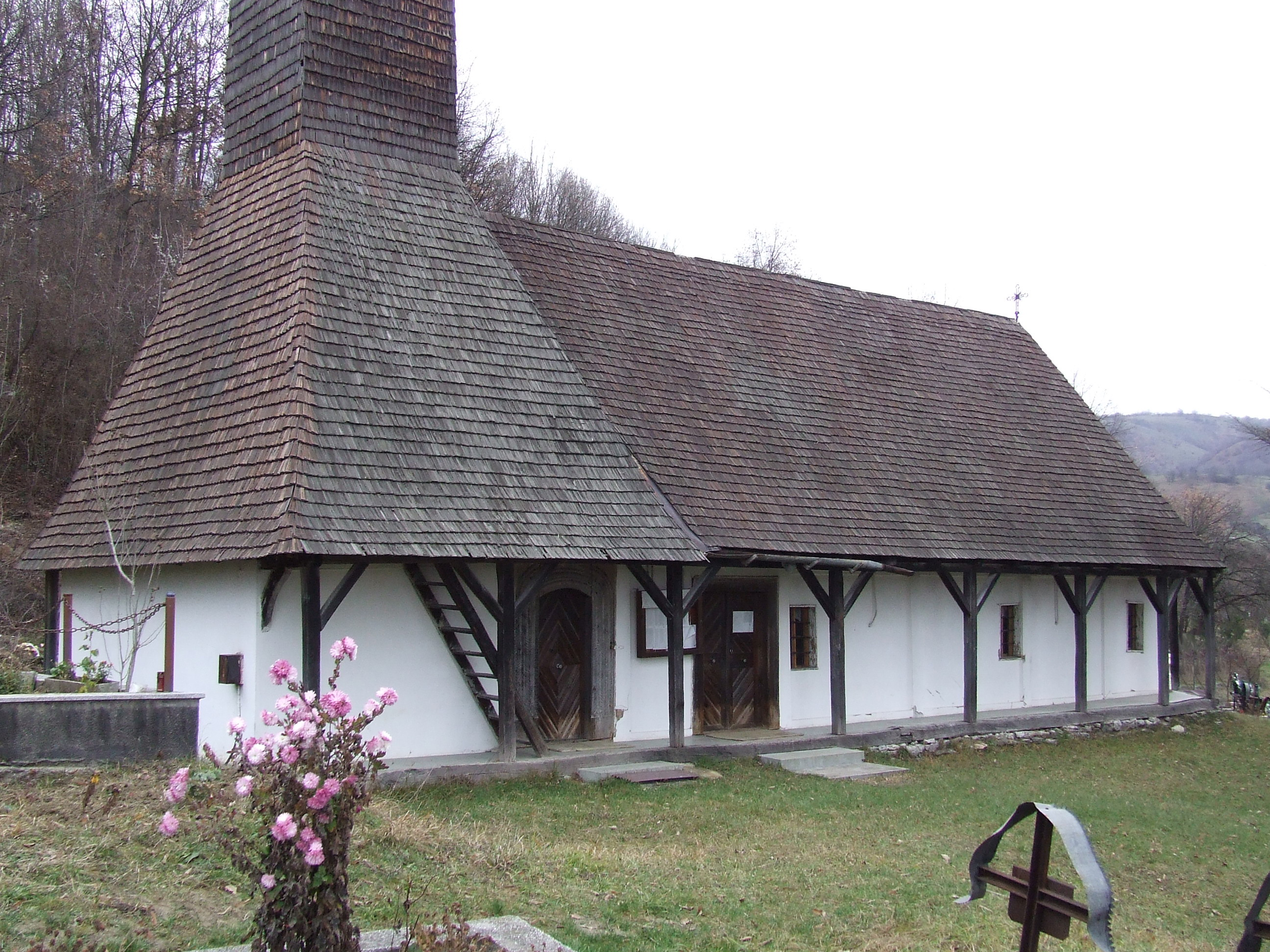
Vedere din sud-vest
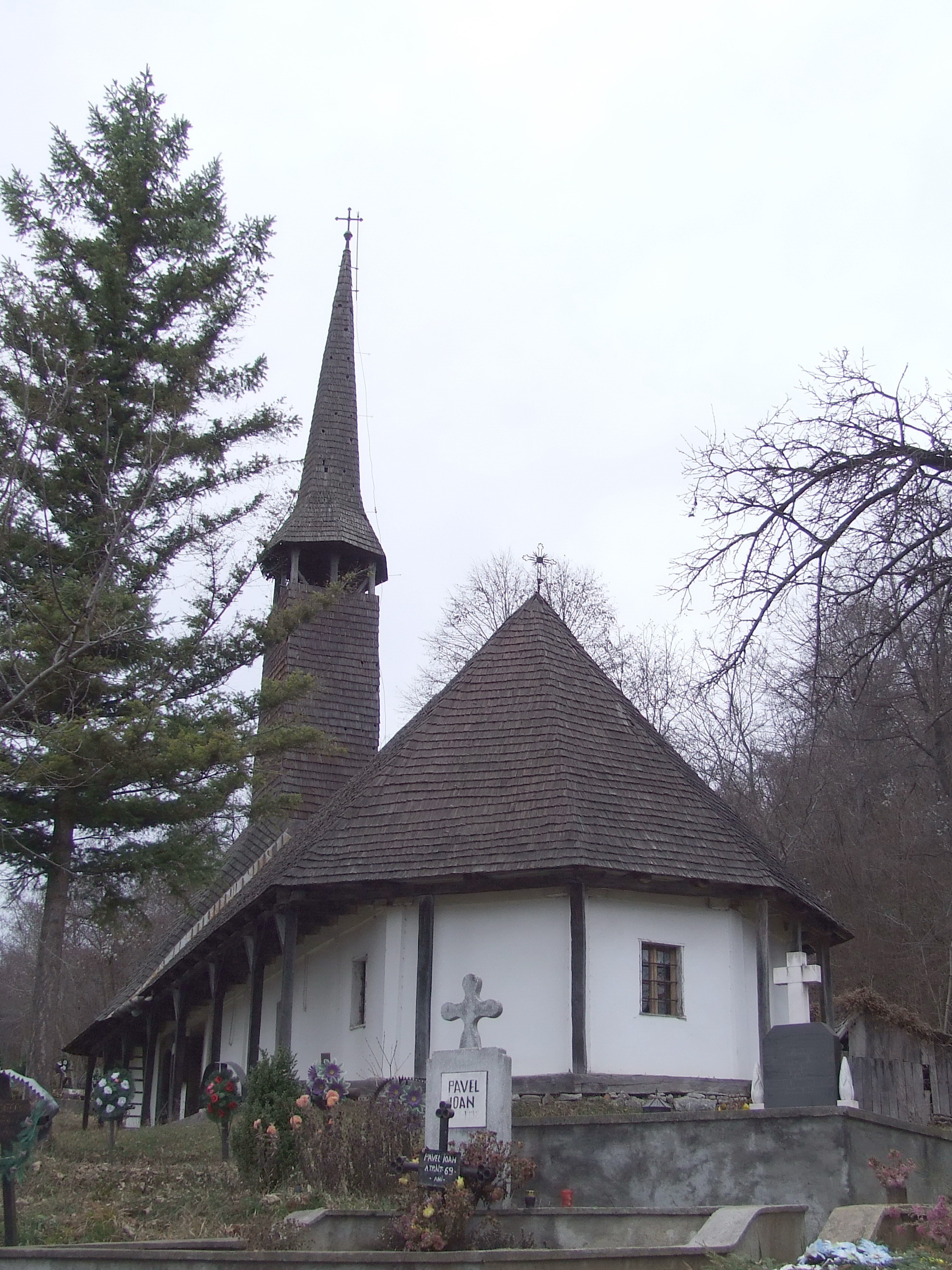
Vedere din sud-est
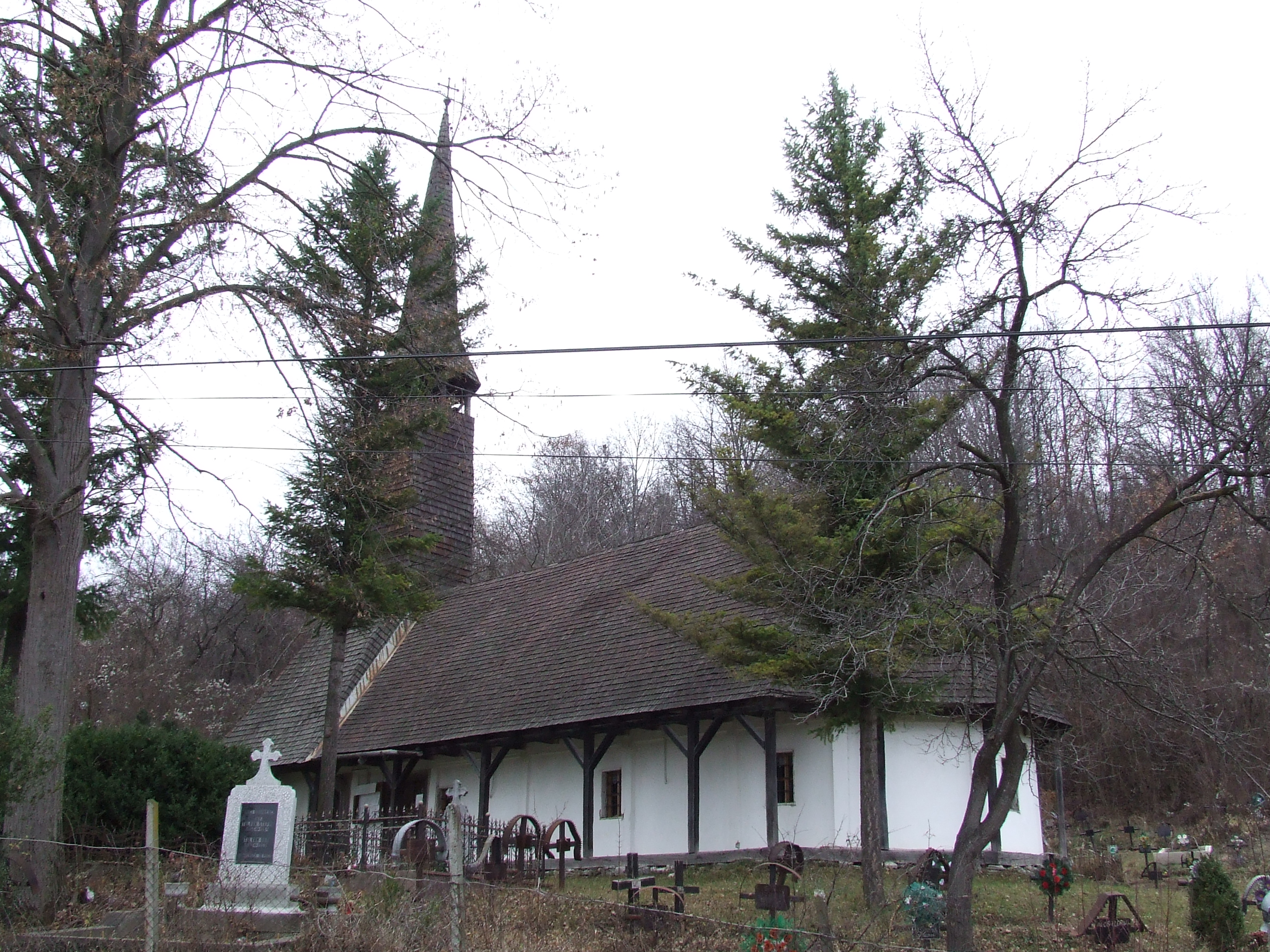
Vedere din drumul ţării

## Imagini de arhivă

Portalul - schiță din anii '30.
Ușile împărătești - a căror pictură a fost atribuită lui Ioan Zugravu